# Aldealcorvo
Aldealcorvo – gmina w Hiszpanii, w prowincji Segowia, w Kastylii i León, o powierzchni 6,08 km². W 2011 roku gmina liczyła 28 mieszkańców.